# Enrique Puigmoltó y Mayans
Enrique Puigmoltó y Mayans (1827-1900), III conde de Torrefiel y I vizconde de Miranda. Militar y aristócrata español.
Según algunos historiadores, Puigmoltó fue uno de los varios favoritos-amantes de Isabel II. Le atribuyen la paternidad del rey Alfonso XII de España. Recientes investigaciones apuntan  a otra posible candidatura (ver Alfonso XII).

## Biografía
Puigmoltó nació en Onteniente, provincia de Valencia en 1827, hijo de Rafael Puigmoltó Pérez, II conde de Torrefiel, valenciano ilustre. 
Hijo de Pascuala Mayans y Enríquez de Navarra (1808-1879) y de José Puigmoltó y Pérez, II conde de Torrefiel (1806-1890). Ingresó en la Academia de Ingenieros de Guadalajara en 1843, donde permaneció hasta terminar sus estudios en 1848. 
Los hijos de Puigmoltó Pérez siguieron la carrera militar. Enrique, el menor, era de carácter pendenciero, algo bravucón y, al igual que su hermano, no se libró del arresto por dar sablazos y bofetones, o por hablar mal de un superior. En 1854 su hermano mayor (Rafael) falleció en Alicante, a causa del cólera morbo. Por entonces Enrique era teniente de ingenieros en las Islas Baleares y ya sufría una crónica afección herpética, que también aquejaría a su futura amante, la reina Isabel II (patología recurrente en la Casa de Borbón en España).
Estuvo destinado en el entonces único Regimiento del Arma, el Regimiento de Zapadores-Minadores, desde su salida de la Academia hasta 1850.
En 1856 Enrique fue destinado como oficial del regimiento del arma de guarnición en Madrid, al mando de la cuarta compañía, segundo batallón. En la corte alcanzó el favor de la reina, que lo distinguió con el título de Vizconde de Miranda y con la Gran Cruz de San Fernando de primera clase, esta última por arriesgar su vida en la defensa del Real Palacio, los días 14, 15 y 16 de julio de 1856, cuando el General Espartero abandonó el poder y el Duque de Tetuán tuvo que hacer frente a la sublevación desatada. En 1856-57, Enrique estaba destinado en Madrid, y Alfonso XII nació en noviembre de 1857.
El romance con la reina era un secreto a voces y comidilla de la corte, y motivó que Puigmoltó fuera alejado de Madrid. Retornó a su nativa Valencia donde se relacionó con la aristocracia regional y se dedicó a la política. El 29 de octubre de 1863 fue elegido diputado por el distrito de Enguera y marchó a la corte el 10 de noviembre. Casó en 1864 con Julia Fuster, de una muy adinerada familia de la burguesía de Enguera. Vuelve a ser nombrado diputado a cortes en 1866, y retorna a la corte el 1 de febrero.
En 1879 es ascendido a brigadier y, más adelante, a General de División. En 1881 se le concede la cruz de la Orden de San Hermenegildo. En 1886, después de años viudo, contrajo segundo matrimonio con María Rodríguez-Trelles Pérez. Al fallecer su padre, se convierte en el III Conde de Torrefiel. Le sucedió Vicente Puigmoltó y Rodríguez-Trelles (1889-1931), II vizconde de Miranda y IV conde de Torrefiel. 
Falleció en 1900, llevándose sus secretos cortesanos a la tumba. Las especulaciones acerca de dichos secretos se basan en fragmentos textuales de la correspondencia vaticana citados por el historiador Ricardo de la Cierva, que aluden al rumor, extendido por la corte, acerca de la relación entre Puigmoltó y la reina Isabel II. 
Otra versión de los amores de la reina Isabel II la aportan la casa nobiliaria de los Clonard, para quienes el amor entre Enrique y la Reina Isabel II fue una invención. La historia verdadera se narra en el libro "La forja del león", que cuenta que Isabel II tuvo todos sus hijos del general Raimundo de Sotto, IV Conde de Clonard. Por una razón de Estado quedó como "secreto de familia". El primer ministro británico, Palmeston, amenazó con declarar la guerra a España si contraían matrimonio. El padre de Raimundo, Serafín María de Sotto o Sutton, III Conde de Clonard, teniente general al que se encargó la creación de los primeros Servicios Secretos de la Corona, inventó la historia de otros amores para que la pareja pudiera verse en secreto durante su larga vida juntos. Se prometió a Isabel II en su lecho de muerte (1904) mantener el secreto durante cien años. El plazo se cumplió en 2004, cuando se desveló el secreto con la venia tácita adecuada.

## Enrique Puigmoltó y Mayans en la ficción

### Literatura
- Alfonso XII y la corona maldita (Altera, 2018) de Nieves Michavila, V Premio Hispania de Novela Histórica.[11]

### Cine
- Vendaval (Orduña Films, 1949) (película). Juan de Orduña.[12]